# T1空間
数学の位相空間論周辺分野における T1-空間（T1-くうかん、英: T1 space）は、相異なる二点を選べば必ず、その各々の点がもう一方の点を含まない開近傍を持つ位相空間を言う。同じことが位相的に識別可能な二点についてのみ成り立つ場合は R0-空間と言う。条件 T1 および R0 は分離公理の例である。

## 定義
X は位相空間で、x と y を X の点とする。いま、二点 x, y が「分離」されるというのを、x, y のそれぞれ一方が、他方を含まない開集合の少なくとも一つに含まれることを意味するものとすれば、
- X が T1-空間であるとは、X の任意の相異なる二点が分離できるときに言う。
- X が R0-空間であるとは、X の任意の位相的に識別可能な二点が分離できるときに言う。

T1-空間は別名、迫接空間（accessible space; 到達可能空間）あるいはフレシェ空間ともいい、R0-は別名、対称空間とも呼ばれる。

## 性質
位相空間 X に対して、以下の条件はどれもたがいに同値である。
- X は T1-空間である。
- X は T0 かつ R0-空間である。
- 各点が X において閉じている、即ち X の各点 x に対して単元集合 {x} が閉集合である。
- X の任意の部分集合が、自身を含む開集合すべての交わりと一致する。
- X の任意の有限集合は閉集合である。
- X の任意の補有限集合は開集合である。
- 点 x における単項超フィルターは x にのみ収斂する。
- X の各点 x と各部分集合 S について、x が S の極限点であることと、x の任意の開近傍が S の点を無限個含むこととが同値になる。

位相空間 X に対して、以下の条件はどれもたがいに同値である。
- X は R0-空間である。
- X の各点 x について、単元集合 {x} の閉包は x と位相的に識別不能な点のみからなる。
- X 上の特殊化前順序は対称的（従って同値関係）である。
- 点 x における単項超フィルターは x と位相的に識別不能な点にのみ収斂する。
- X のコルモゴロフ商（位相的識別不能な点は同じ点であるとみなして得られる空間）は T1 である。
- X の任意の開集合は閉集合の合併として書ける。

一般に位相空間における二点間の関係として
「分離される」 ⇒ 「位相的に識別可能」 ⇒ 「相異なる」
という含意が成り立つ。一つ目の矢印の逆が成り立つならば、その空間は R0 である。また二つ目の矢印の逆が成り立つ空間は T0 であり、両方の矢印の逆が成り立つときはそれは T1 になる。明らかに、空間が T1 となるのは R0 および T0 の双方を満たすときであり、かつそのときに限る。
有限 T1-空間は（任意の部分集合が閉になるから）必ず離散的となることに注意。

## 例
- シェルピンスキー空間は T0 だが T1 でないような位相の簡単な例である。
- 重複区間位相（英語版） は T0 だが T1 でないような位相の簡単な例である。
- 無限集合上の補有限位相は T1 だが ハウスドルフ (T2) でない位相空間の簡単な例である。このことは、補有限位相における任意の二つの開集合が必ず交わりを持つことからわかる。具体的に書くと、X を整数全体の成す集合とし、その上の開集合 OA とは、X の有限集合 A を除く全ての元を含むもののことと定めれば、任意の相異なる二整数 x, y について、
  - 開集合 O{x} は y を含むが x を含まず、また開集合 O{y} は x を含むが y を含まない
  - あるいは同じことだが、任意の単元集合 {x} は、開集合 O{x} の補集合ゆえ、閉集合である

ということがわかるから、先に述べた定義（と同値な条件）からこれは T1-空間である。これが T2 でないことは、任意の二つの開集合 OA, OB の交わりは OA∪B であり、これは空になり得ないことによる。あるいは、偶数全体の成す集合は、この空間のコンパクトだが閉でない部分集合となることからも、この空間がハウスドルフでないことがわかる。
- 今の例を少し変更して、二重点付き補有限位相を考えると、これは R0 だが T1 でも R1 でもない空間の例を与える。再び X を整数全体の成す集合とし、先の例で定義した OA を使って開集合の準基 Gx を、各整数 x に対してx が偶数のとき: Gx = O{x, x+1}, x が奇数のとき: Gx = O{x-1, x} で定めると、この位相の開基はこの準開基に属する集合の有限交叉に書けるから、X の開集合は有限集合 A に対して{\displaystyle U_{A}:=\bigcap _{x\in A}G_{x}}の形になる。こうして得られた空間は、偶数 x に対して x と x + 1 とが位相的に識別不能だから、T0 でない（従って、もちろん T1 でもない）が、そのことを除けば先の例と本質的には変わりがない。
- （代数閉体上定義された）代数多様体上のザリスキー位相は T1 である。これは、局所座標系で (c1, …, cn) とあらわされる点が多項式系 x1 - c1, …, xn - cn の零点集合であることに注意すれば、従って一点集合が閉となることによる。一方、この例がハウスドルフ (T2) でないことはよく知られた事実である。ザリスキー位相は本質的には補有限位相の例になっている。
- 任意の完全不連結空間は T1 である。これは各点において、その点のみからなる一点集合はその点の属する連結成分であり、従って閉集合となることによる。

## 一般化および関連概念
"T1" や "R0" およびこれらと類する同様の呼称は、位相空間のみならず近い概念である一様空間やコーシー空間、収斂空間などに対しても用いられる。いま挙げたような概念全てに統一的に適用できる特徴付けは、単項超フィルター（あるいは定有向点族）の極限の一意性（T1 の場合。R0 の場合は、位相的識別不能性を除いた一意性）である。
実のところ、一様空間あるいはもっと一般のコーシー空間は必ず R0 になるので、これらに対する場合の T1-分離公理は T0-分離公理に帰せられる。しかしながら、それ以外の（前位相空間などの）収斂空間では R0 単独でも十分に意味のある条件になりうる。